# Saccharomyces cerevisiae
Saccharomyces cerevisiae é um organismo eucarioto unicelular que pertence ao reino dos Fungos. É a levedura utilizada na produção do pão e também da cerveja, além de ser usada para a produção de álcool combustível. Uma cepa, modificada geneticamente, também produz bioquerosene e biodiesel.
Ela é utilizada como base para muitas indústrias, como a de panificação e de bebidas. Esse fungo é utilizado como fermento biológico, por liberar dióxido de carbono, por exemplo, na massa de pão, fazendo-a crescer.
No caso das bebidas alcoólicas produzidas pelo processo de fermentação, a Saccharomyces cerevisae converte o açúcar em álcool etílico e também pode contribuir na formação de constituintes secundários responsáveis pelo sabor - é o caso da cerveja, rum e uísque.
É um organismo utilizado como modelo no estudo da Bioquímica, Genética e Biologia Celular de eucariotas. Isto porque é de fácil manutenção em laboratório e o conhecimento biológico sobre ela é bem desenvolvido - o seu genoma já foi sequenciado.
Hieróglifos egípcios sugerem que, há mais de 5 000 anos, a levedura é utilizada em processos fermentativos, quer na produção de pão, quer na de bebidas alcoólicas. Curiosamente, só em 1857 Louis Pasteur provou que a fermentação resulta da ação de organismos vivos.